# Rathaus Ebhausen

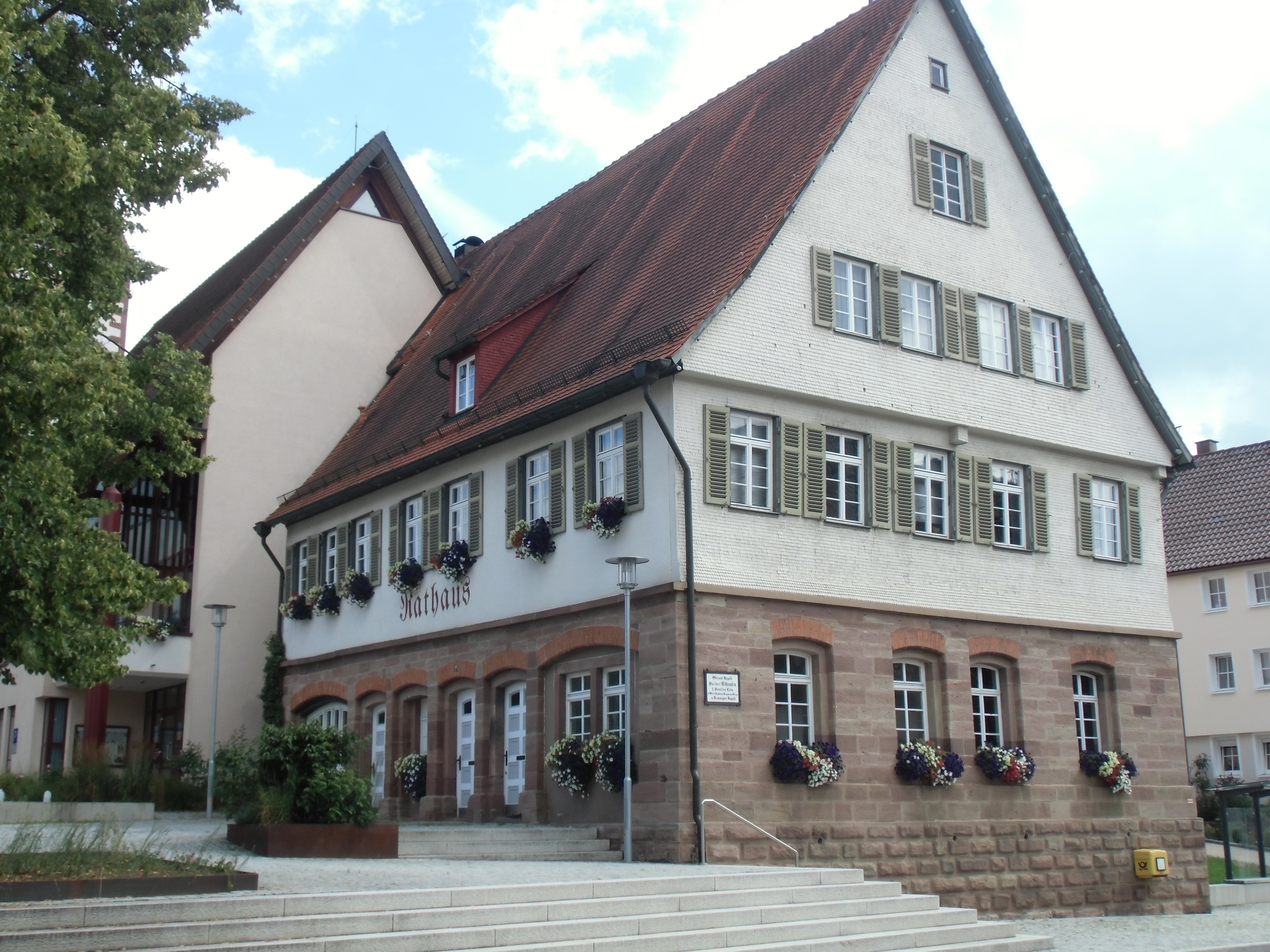
Altbauteil des Rathauses Ebhausen

Das Rathaus Ebhausen ist der Verwaltungssitz der heutigen Gesamtgemeinde Ebhausen (Landkreis Calw, Baden-Württemberg) und ihrer Teilorte Rotfelden, Wenden und Ebershardt. Das Rathausgebäude steht zentral auf dem Marktplatz des oberen Ortes in Ebhausen, in der unmittelbaren Nähe zur Kirche an historisch zentraler Stätte. In seinem heutigen Erscheinungsbild verbindet es moderne Funktionalität mit historisch gewachsener Bausubstanz.

## Baugeschichte

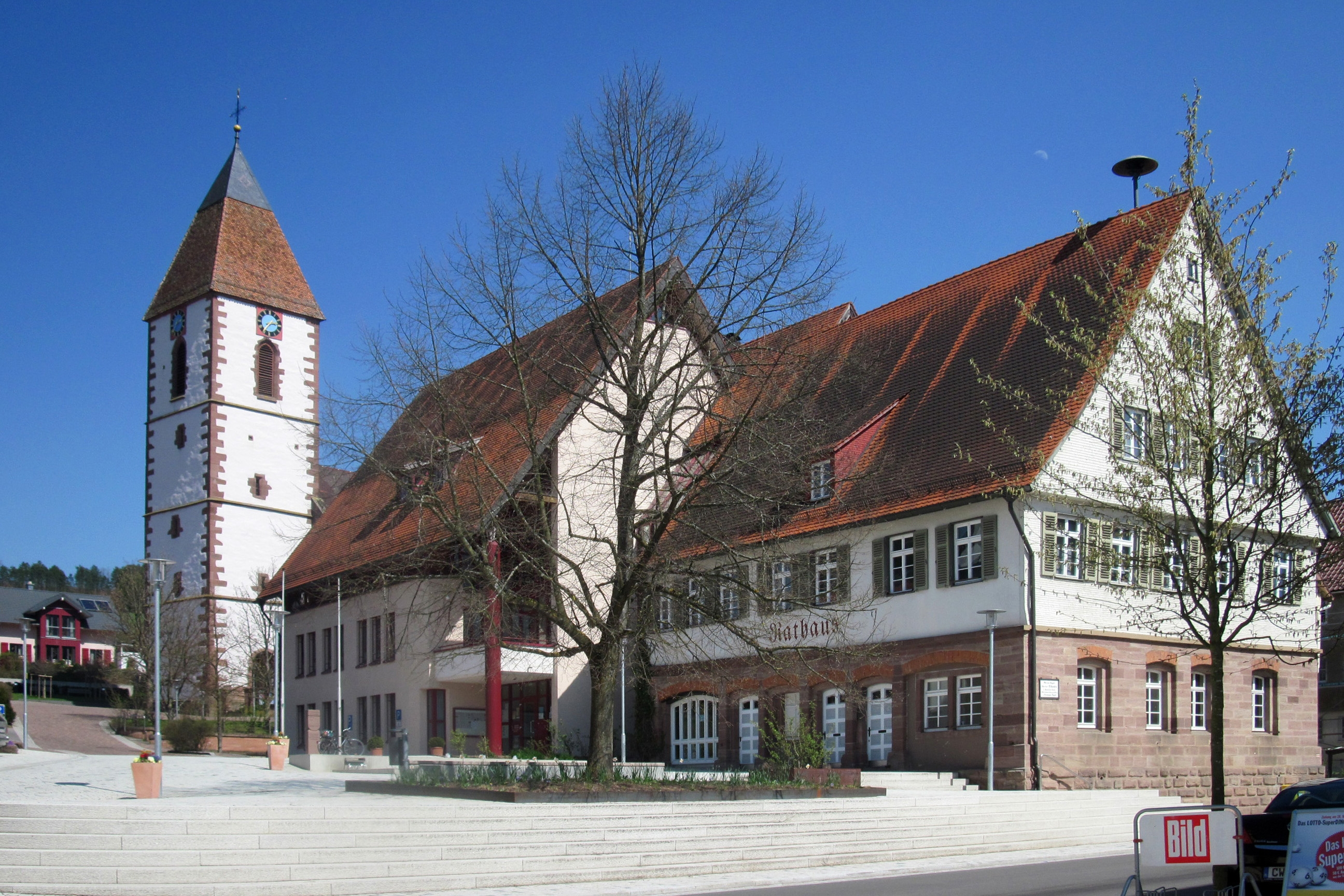
Rathaus Ebhausen heute – Neu- und Altbau mit Verbindungselement

1678 wurde der heutige Altbauteil des Rathauses errichtet. Ob an dieser Stelle ein Vorgängerbau stand, ist nicht ganz klar. Aus der 1666 durchgeführten Revision der Rechte und Einkünfte der Landesherrschaft von Ebhausen und Wöllhausen geht hervor, dass die erneuerte Steuerbeschreibung „einer gantzen Gemeind vor dem Rathauß offentlich abgeleßen“ wurde. Also gab es 1666 auf jeden Fall ein Rathaus im Ort. 1862 wird in der Oberamtsbeschreibung des Oberamts Nagold berichtet, dass der Erhaltungszustand des Gebäudes gut sein. Besondere Erwähnung finden die zwei Wappenschilder und die Inschrift mit Jahreszahl 1678. Der eine Schild beinhaltete die württembergischen drei Hirschstangen, der andere Schild das Wappen von Mömpelgard mit den Fischen. Leider sind diese Schilder den umfangreichen Umbauten des Jahres 1868 zum Opfer gefallen.
Das Lagerbuch des Ortsheiligen zu Ebhausen (Besitzverzeichnis der Kirche) aus dem Jahr 1742 bemerkt, dass „der Fleckh und der Heylig Jeder Halben Halben zu einem Rath- und Schuelhauß gebrauchen“. Das Rathaus hatte also auch eine Nutzung als Schulgebäude. Dies war wohl bis zum Neubau des Schulhauses, im Jahr 1840, der Fall.

## Umgestaltungen im 19. Jahrhundert
Das Rathaus besitzt einen aus Sandsteinen gefügten Gewölbekeller, der sich in der Mitte des Gebäudes, auf einem Drittel der Grundfläche befindet. Dort befindet sich ein Jahresstein mit der Zahl 1763. Bei den Umbaumaßnahmen des Jahres 1868 erhielt das Erdgeschoss sein heutiges, schön gegliedertes Aussehen im Stil des Historismus. Durch den Abriss des Gebäudes Widdumhof 9 wurde die östliche Seite des Rathauses einsehbar. Hier ist in der Sandsteinmauer des Untergeschosses der Übergang der Neugestaltung von 1868 zum vorherigen Zustand sehr gut sichtbar.

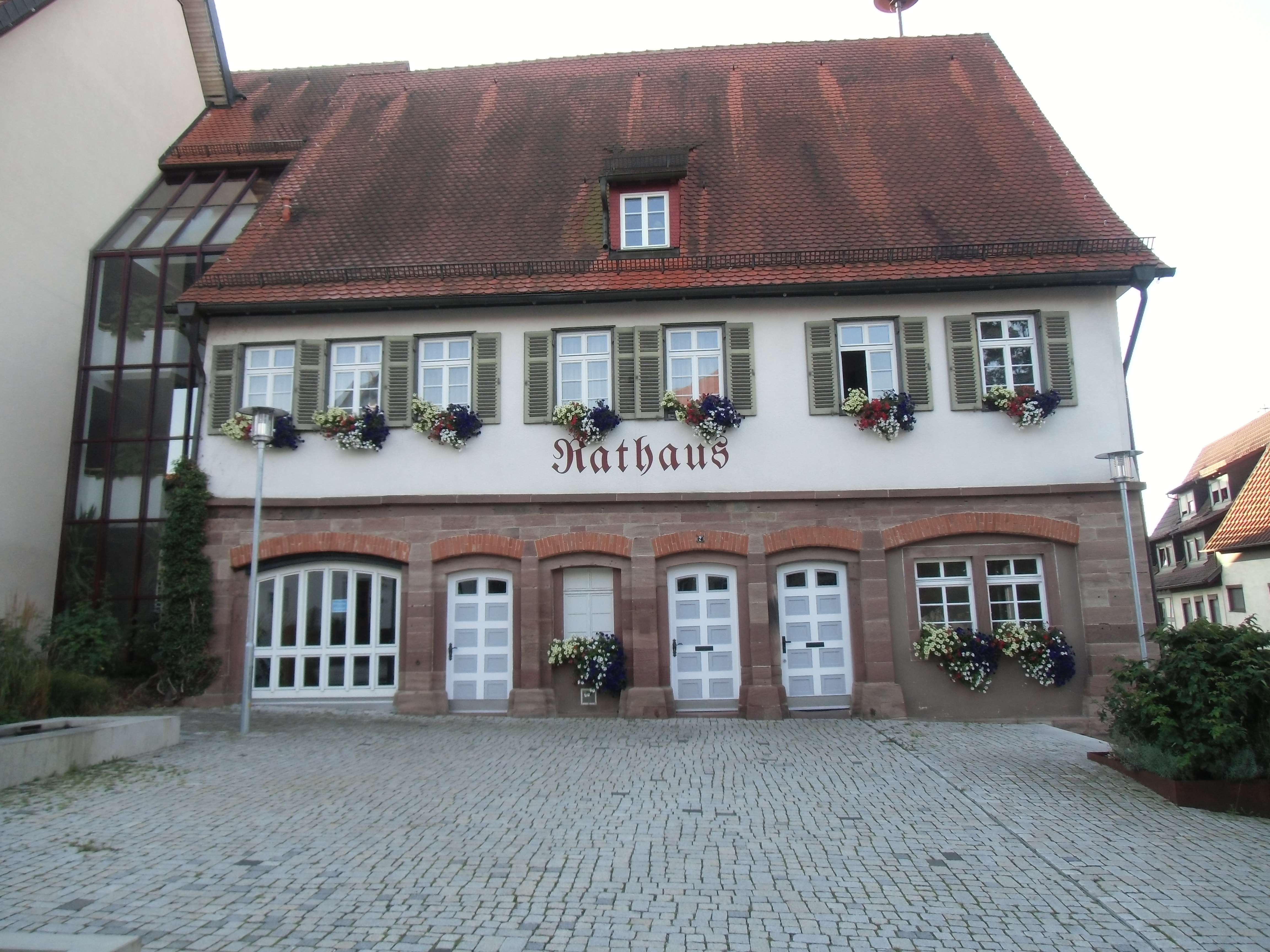
Altes Rathaus, Ansicht von Westen
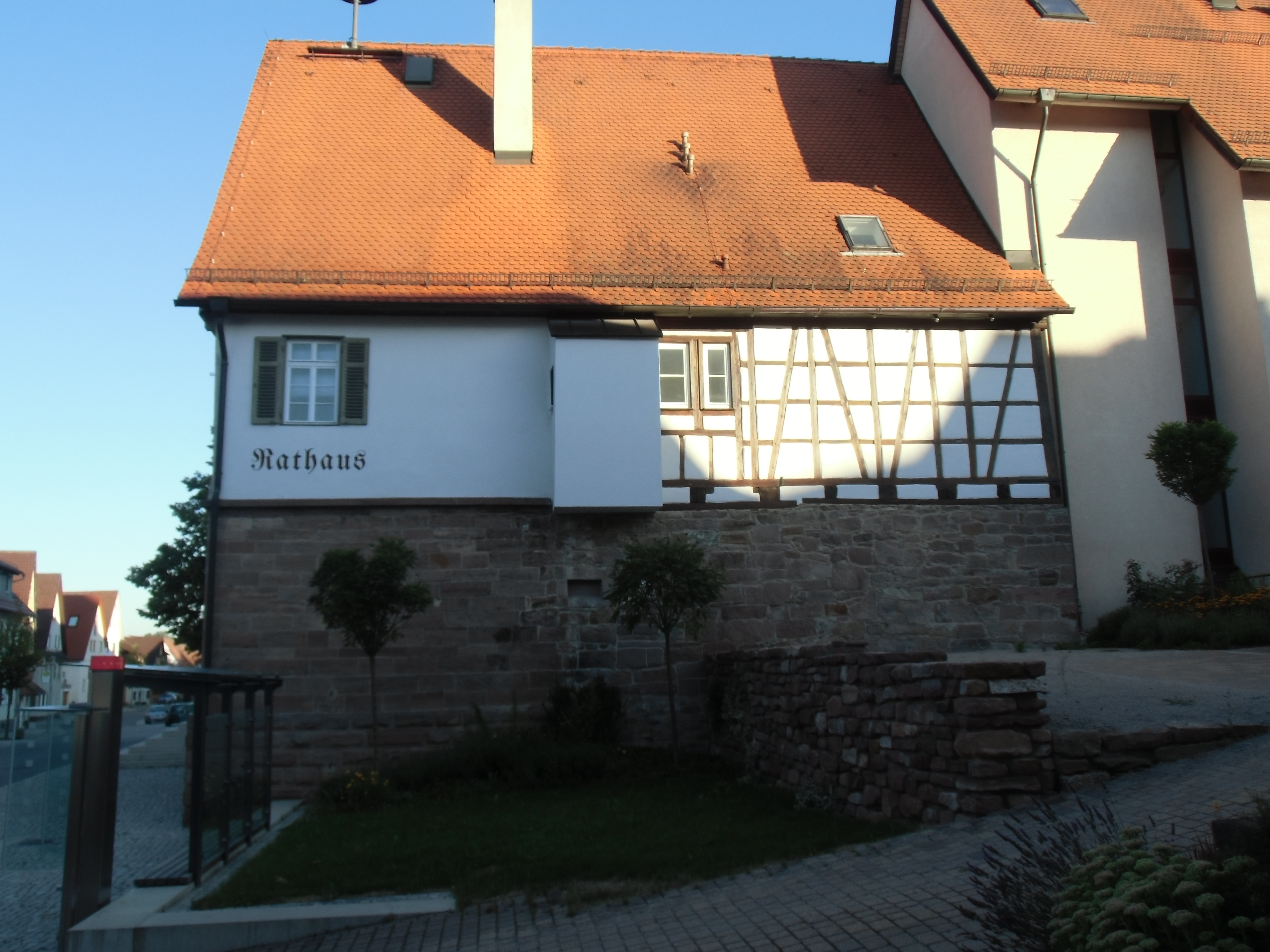
Altes Rathaus, Ansicht von Osten
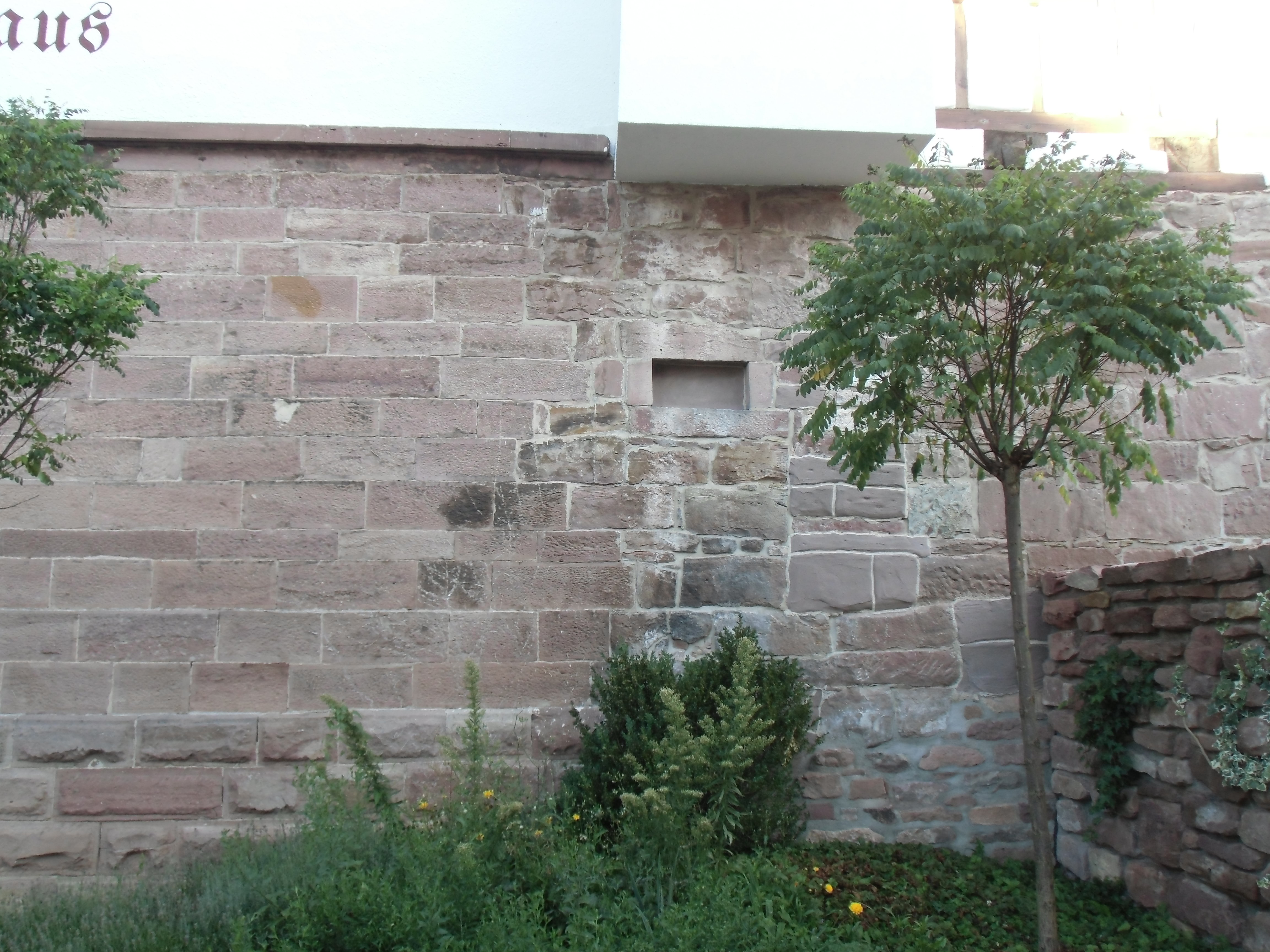
Sichtbarer Übergang der Umbauarbeiten von 1868
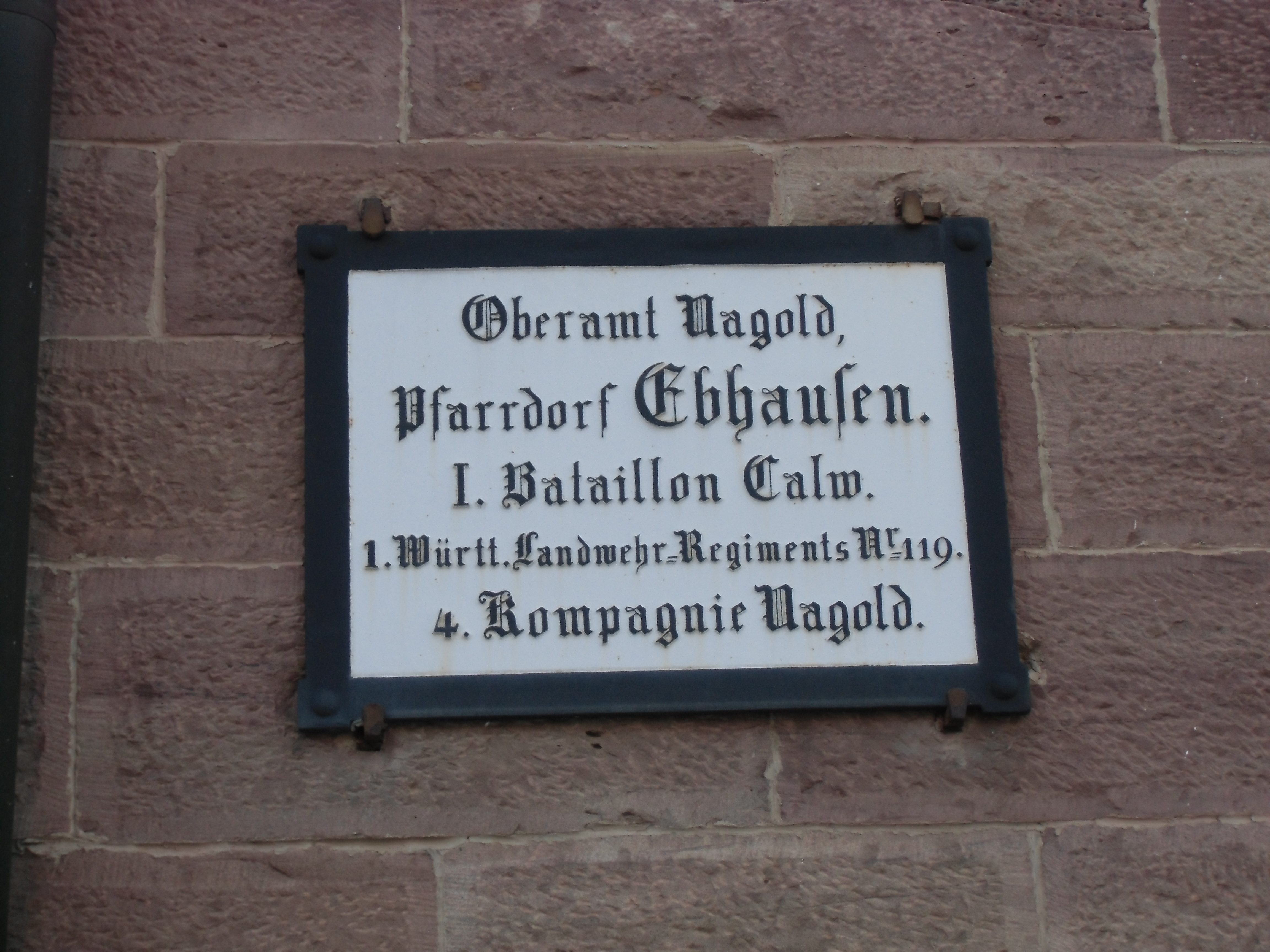
Historische Tafel der Landwehreinteilung Ebhausens
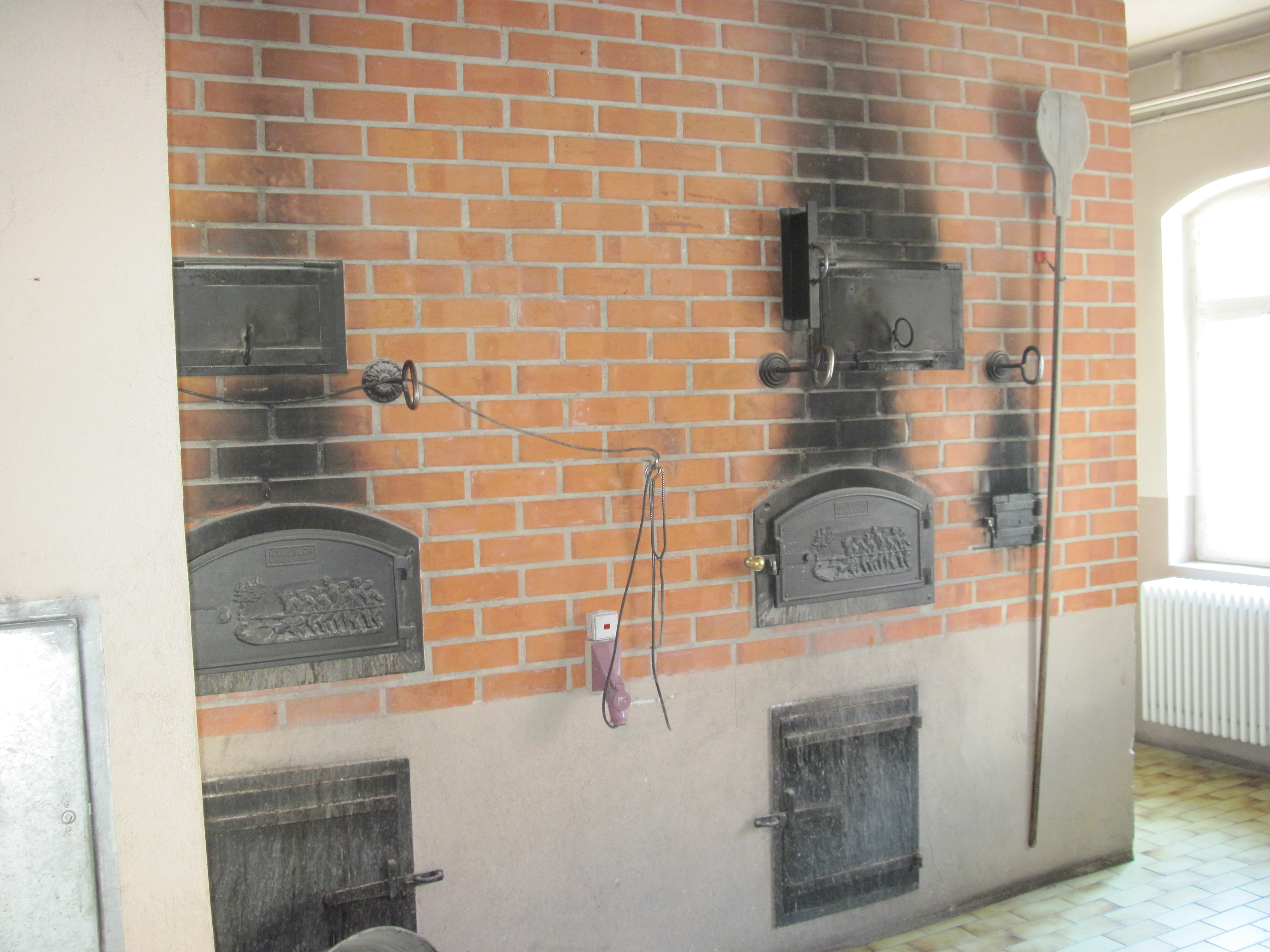
Backöfen im Erdgeschoss des Rathauses
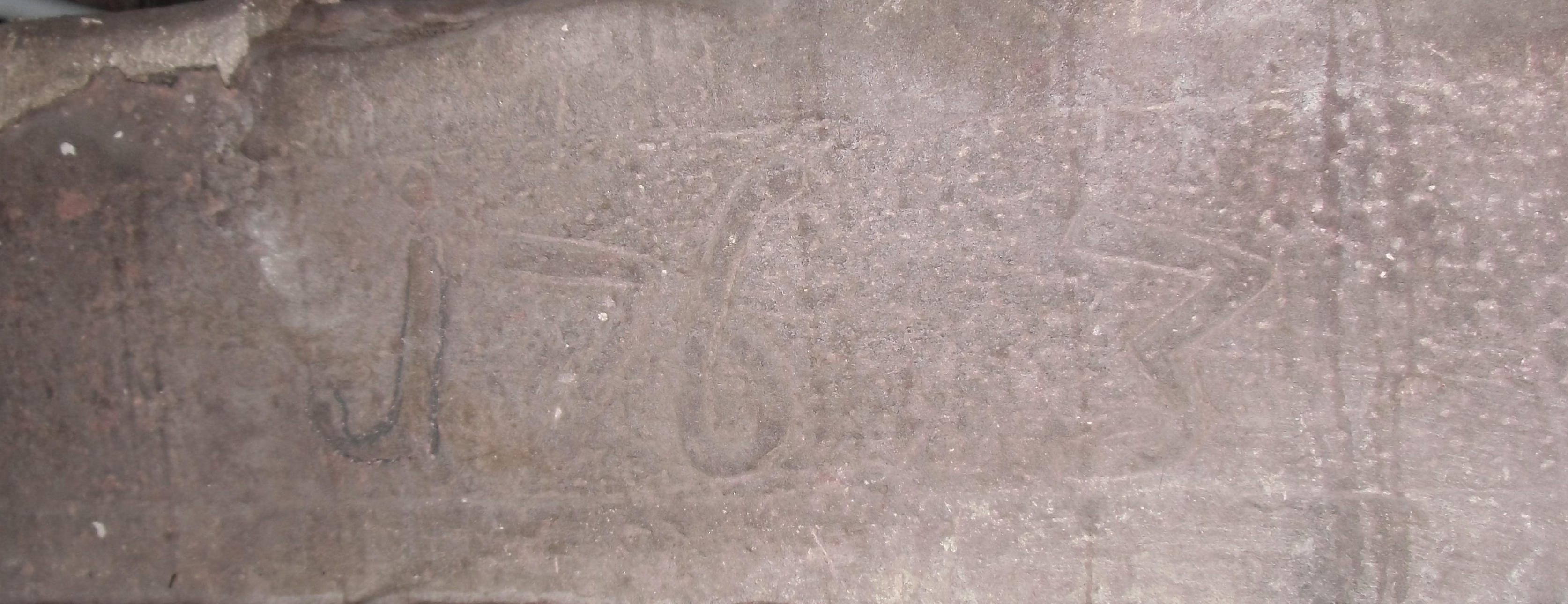
Jahresstein im Gewölbekeller des Rathauses Ebhausen

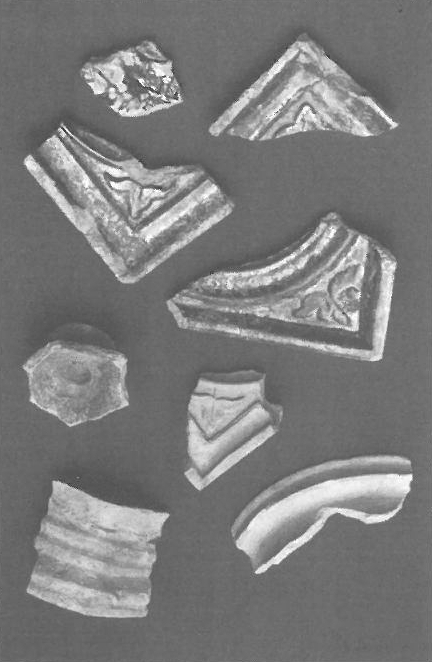
Funde der Brandkatastrophe von 1634 in der Baugrube des Rathauses

In den Akten des Gemeindearchives findet sich im Gebäudebuch, 1 Band, (B 238), 1 Band, Nr. 155 folgende Beschreibung: 3 heitzbare Locale, 2 Arrestzimmer, gewölbter Keller und Spritzenremise sowie Backküche. Auf Fuß- und Soulereimauren in Riegelwenden über Ziegeldach. Zum Alter wird beschrieben: In den Jahren 1670 und 1680 aus Mitteln der Gemeinde- und Stiftungspflege neu erbaut. Dies ist der Zustand nach dem Umbau.

## Modernisierungen
1902 wurde der erste Stock des Gebäudes ebenfalls grundlegend umgebaut. Abgesehen von Modernisierungen blieb das Gebäude bis ins Jahr 1988 bei diesem Aussehen.

## Überlegungen über Neubau
Durch die Gemeindeverwaltungsreform wurde im Jahr 1975 die bisher selbstständigen Gemeinden Ebershardt, Rotfelden und Wenden nach Ebhausen eingemeindet. Zwangsläufig führte dies und die Entwicklungen im technischen Verwaltungsbereich zu grundsätzlichen Überlegungen für einen Neubau. Auch war die Raumnot im alten Gebäude unerträglich geworden. Die Rahmenbedingungen durch die Marktplatzumgestaltung waren günstig und so wurde die Entscheidung zu einem Neubau im Jahr 1984 getroffen. Der Gemeinderat beschloss einen Architektenwettbewerb. Am 30. Juni 1986 beriet der Gemeinderat über die sechs mit Preis oder Sonderankauf bedachten Entwürfe und empfahl eine von drei angebotenen traufständigen Lösungen. Den Zuschlag erhielt das Architekturbüro Wilhelm U. Ruoff in Böblingen. Man entschloss sich für eine harmonische Lösung. Es wurde die Verbindung zwischen den historischen Gegebenheiten und einen modernen Anbau gesucht und gefunden.

## Erweiterungsbau
Durch den Erwerb des nördlich an das bestehende alte Rathausgebäude angrenzenden Gebäudes Marktplatz 1 im Jahr 1984 erhielt man die nötige Fläche. Dieses Gebäude wurde sodann im Jahr 1987 für den Neubau abgerissen. In der südöstlichen Ecke der Baugrube konnte eine historische Brandschicht mit Ziegelschutt nachgewiesen werden. Hierbei handelte es sich wohl um die Brandkatastrophe aus dem Jahr 1634. Auch Bruchstücke von Ofenkacheln und Scherben von Töpferwaren wurden gefunden. Bereits im Sommer 1988 konnte der Neubau bezogen werden. Im Herbst des gleichen Jahres wurden mit den Umbauarbeiten im historischen Altbau begonnen. Im Sommer 1989 war das Gesamtprojekt fertiggestellt.

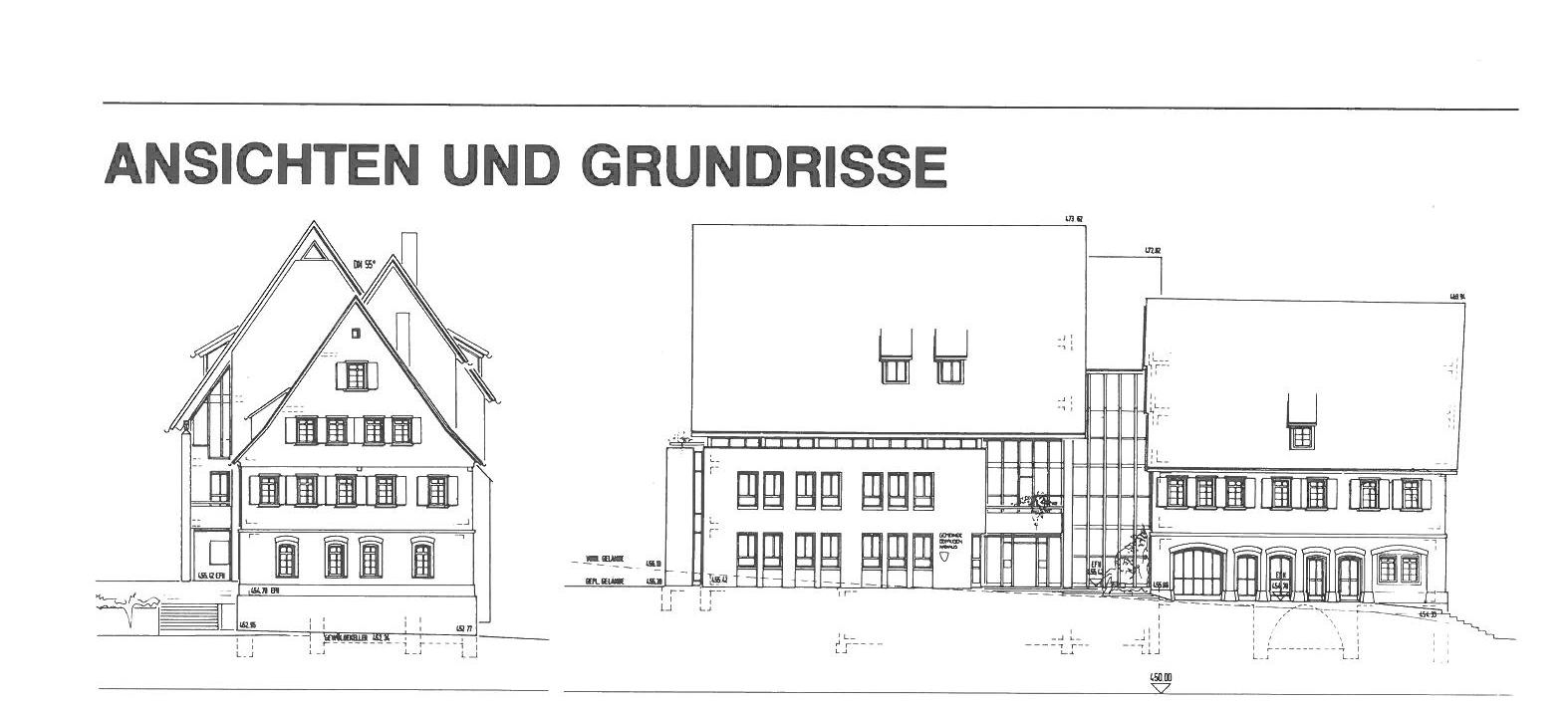
Bauansicht des Rathauses Ebhausen

Der neue Anbau ist durch ein Glaselement mit dem historischen Rathaus verbunden. Dieses Element beinhaltet das gemeinsame Treppenhaus mit Personenaufzug. Umfassende Modernisierungen erfolgten im Altbau unter Rücksicht auf die historischen Gegebenheiten. Noch immer befindet sich im Erdgeschoss des Rathauses ein Backhaus mit Holzöfen, welche vor einigen Jahren erneuert wurden. Die ehemalige Feuerwehrremise wurde in einen Besprechungsraum umgestaltet.
Am 1. und 2. September 1989 wurde das neue Rathaus der Gesamtgemeinde Ebhausen vorgestellt. Eine weitere Umgestaltung erfuhr der Marktplatz im Jahr 2009/10. Ziel war eine weitere Öffnung des Platzes, welcher auch zu Veranstaltungszwecken genutzt wird.